# Sardanapalova smrt
Sardanapalova smrt (La Mort de Sardanapale) je slavna romantičarska slika Eugenea Delacroixa iz 1827. god.

## Povijest
Delacroix je namijenio ovu sliku za pariški Salon 1827. godine, no nije ju završio na vrijeme. Sljedeće godine ju je kritika ocijenila kao „zbunjujuće djelo kojim kopira Rubensa bez njegova osjećaja za urednost”, te „romantičarsko i besmisleno”. Kritičar Thoré i nekolicina drugih su slavili njegovu svježinu i cvjetni kolorizam, koji je podsjećao na engleske akvarele. Za temu se vjerovalo kako je potaknuta Byronovim djelom Sardanapal, objavljenim 1821. godine. Po njemu Sardanapal je bio Asirski kralj koji se suočio s neprijateljima koji su ga htjeli zbaciti s prijestolja zbog njegove lascivnosti i apatije. Umjesto da se bori ili pobjegne, on je počinio samoubojstvo. No ni u ovom djelu, niti u Biblijskom izvorniku se ne spominje pokolj kraljevih konkubina. Charles Baudelaire je ovaj dodatak nazvao Delacroixovim „molokizmom” (ljubavlju za krvoprolićem), a Lee Johnson je pretpostavio da je potaknuto određenim grafikama A. F. Gorea koje su prikazivale etruščanske freske.
Mnogi su u ovom prikazu kraljevskog pada, naslikanu netom nakon pada kralje Luje XVIII., prepoznali kao romantičarsku pobunu protiv Bourbonske restauracije.
Postoje brojne skice za ovu sliku (u olovci, tušu, kredi, pastelu i sangvini), ali i velika uspješna skica u ulju.

## Odlike
Ovo je vjerojatno prvo Delacroixovo djelo na kojemu je uporabio romantičarsku kompoziciju u ulju. Delacroix je reinterpretirao Sardanapalovu smrt na novi način. Prikazao je kralja kako leži na svečanoj ležaljki u sobi ispunjenoj svim njegovim bogatstvom (zlatom, ženama, paževima, konjima i psom) u klaustrofobičnoj, kaotičnoj kompoziciji. Jedini detalj koji ujedinjuje prikaz je crvenilo velikog kreveta koji je tako iskrivljen da povezuje sve zbunjujuće egzotične dijelove slike i vodi ih prema zajedničkom fokusu – indiferentnom kralju.
Kao na svojoj slici „Pokolj na Hiosu“, Delacroix zanemaruje klasične odnose prostora i volumena, dozvoljavajući vijugavim obrisima, bijesnim bojma i kompozicijskom kaosu da istovremeno odražavaju atmosferu očaja,  uništenja, straha, nasilja, snage, nježnosti i apatije.
Ovom velikom slikom, koja je lišena J.-L. Davidove klasične formule, ali također i moralnih vrijednosti prikazujući samo fascinaciju užasom, Delacroix je uspio uvrijediti gotovo sve na pariškom Salonu 1827. godine. Suvremenom oku ovo djelo je višeznačno; ono pored svega navedenog odražava i muško nasilje i ponižavanje žena.

## Vanjske poveznice
- Kataloški prikaz u Louvreu